# Requena (Peru)
A cidade peruana de Requena é a capital da Província de Requena, situada no Departamento de Loreto